# Molnár János (megyei főorvos)
Molnár János (Balhás (Veszprém megye), 1759. – Székesfehérvár, 1831. november 24.) orvosdoktor, megyei főorvos.

## Élete
Nemes szülők gyermeke. Miután a bölcseletet és teológiát Magyarországon elvégezte, nagyobb utazást tett Ausztriában, Cseh- és Németországban; Németalföld egy részében és Svájc három városában (Zürich, Basel és Bern) 11 hónapig tartózkodott. Hazájába visszatérve, Pesten az orvosi tudományokat végezte és Bécsben a nagynevű Frank mellett folytatott orvosi gyakorlatot a polgári kórházban; onnét is megtérve, 39 évig orvos volt Székesfehérváron és eközben 18 évig Fehér megye rendes első orvosa. Meghalt 20 hónapi vizibetegség után 1831-ben.

## Munkája
- Orvosi törvény. Melyet a két ns. magyar haza hasznára készített. Székesfejérvárt, 1814-1818. Két kötet. (Hermaphroditák keresztelése, Boszorkányok és ördöngösök. Szerelempohár. Elválás. Állatok fajzásaikról. Toldalék: A physiognomikáról sat.).